# Cả một đời ân oán
Cả một đời ân oán (tên cũ: Ân oán tình đời) là một bộ phim truyền hình được thực hiện bởi Trung tâm Phim truyền hình Việt Nam, Đài Truyền hình Việt Nam do Trọng Trinh làm tổng đạo diễn. Phim được mua kịch bản chuyển thể từ bộ phim nổi tiếng của Đài Loan – Cô dâu bạc triệu (2012). Phim phát sóng vào lúc 21h50 thứ 4, 5 hàng tuần bắt đầu từ ngày 13 tháng 12 năm 2017 và kết thúc vào ngày 23 tháng 8 năm 2018 trên kênh VTV3.
Bộ phim gồm 2 phần phát sóng liên tiếp với tổng số tập là 72 và hai tập đặc biệt, một tập có tên là Phía trước là cả một đời phán xử, còn tập còn lại là Cả một đời ân oán ngoại truyện.

## Nội dung
Nội dung chính của phim xoay quanh những biến cố và đấu đá nội bộ trong gia tộc của công ty Vũ Gia với khởi đầu là việc chủ tịch tập đoàn Vũ Gia Ông Quang (Mạnh Cường) chính thức nhận Phong - người con trai ngoài giá thú của ông là một thành viên trong gia đình và đưa anh lên nắm một vị trí lãnh đạo trong công ty.

### Phần 1: Từ tập 1 đến giữa tập 34
Vũ Gia là một công ty gia đình có tầm ảnh hưởng lớn trên thương trường. Ông Quang không chỉ là một doanh nhân thành đạt mà còn là một người chồng tốt, một người cha mẫu mực. Nhưng đằng sau ánh hào quang của ông còn ẩn chứa một bí mật đời tư. Ông có một người con riêng tên Phong - kết quả mối tình đầu giữa ông và bà Mai. Khi biết mình có thai, bà Mai đã bỏ đi. Sau những tháng ngày tìm kiếm bà không ngừng nghỉ, ông cũng dần chấp nhận và quên đi bà. Trong một lần trên đường đi làm ăn, ông tình cờ thấy bà Lan gặp nạn và ra tay cứu bà. Hai người đã nên duyên vợ chồng. Hai người đã sát cánh bên nhau, cùng nhau gầy dựng nên Tập đoàn Vũ gia.
Sóng gió trong gia đình họ Vũ bắt đầu khi ông Quang quyết định chính thức nhận Phong là con và đưa anh lên nắm một vị trí lãnh đạo trong công ty. Việc làm này vấp phải sự phản đối dữ dội của bà Lan - vợ ông Quang và con trai thứ hai là Khôi. Bà Lan tìm mọi cách ngăn cản Phong bước chân vào gia đình mình nhưng không ngờ việc làm này càng khiến Phong tức giận, quyết tâm vào nhà họ Vũ sống.
Từ đây, những tranh chấp, hiềm khích giữa vợ chồng, con cái, anh em bùng nổ. Phong đồng thời nhận ra Dung - mối tình đầu của anh - lại chính là vợ của Đăng, con trai cả của Vũ Gia. Phong vẫn còn yêu Dung. Điều này khiến Diệu - vợ Phong - vô cùng căm hận, quyết tâm trả thù. Diệu tìm mọi mưu kế để bà Lan mâu thuẫn với bà Mai, chia rẽ tình cảm vợ chồng Dung. Rồi liên tiếp những hiểu lầm không thể hóa giải đã khiến những người thân thiết trở nên hận thù, xa cách.
Diệu vì muốn giành được một phần tài sản của Vũ gia nên đã làm giả hồ sơ bệnh án của bà Mai. Bà Mai biết chuyện vì xấu hổ nên bỏ đi. Ông Quang đuổi theo đã bị tai nạn và qua đời khiến mọi thành viên trong gia đình Vũ gia rất sốc. Bà Lan vì quá tức giận nên đã đuổi bà Mai, Phong và Diệu ra khỏi nhà, biết chuyện Dung giấu hồ sơ thật, bà cũng đuổi Dung đi. Phong và Diệu li hôn. Vì hiểu nhầm nên Diệu đã tưởng Phong trở lại với tình cũ - Dung. Diệu quyết tâm trả thù bằng cách bắt cóc Nguyên An làm Dung đau khổ đến tự vẫn trên biển.

### Phần 2: Từ cuối tập 34 đến tập 72

Áp phích phim (phần 2)

Bước sang phần 2 là câu chuyện của 20 năm sau, Vũ Gia đã trở nên lớn mạnh. Dung đã được một người đàn ông tên Hòa cứu và phát hiện đã mang trong mình giọt máu của Đăng được 2 tháng, sau đó được đặt tên là Bình. Cả hai anh em Nguyên và Bình cùng yêu một cô gái tên Ngân - con nuôi được Đăng nhận, bà Lan lúc này vẫn chưa thể tha thứ cho Dung, Phong muốn nhận lại đứa con chung với Diệu, nhưng Diệu vẫn hiểu lầm và ghét bỏ Dung tạo nên nhiều bi kịch mới cho thế hệ thứ 3 của Vũ Gia.
Cuối cùng, sau bao nhiêu ân oán, Vũ Gia đã trở về những ngày bình yên, những người yêu nhau đã trở về với nhau, gồm các cặp đôi Dung - Đăng, Phong - Diệu, Khôi - Ngọc, Ngân - Bình, Nguyên An (Thủy) - Huy, Chi - Trường.

### Tập đặc biệt

#### Phía trước là cả một đời phán xử
Ngày 11 tháng 5 năm 2018, VFC ra mắt phim ngắn Phía trước là cả một đời phán xử, trên cơ sở sáp nhập 3 tác phẩm truyền hình ăn khách từ quá khứ tới hiện tại, đó là Phía trước là bầu trời, Cả một đời ân oán và Người phán xử. Phim ngắn này đã được đăng tải trên kênh trực tuyến VTV Giải Trí và YouTube.

#### Cả một đời ân oán ngoại truyện
Ngày 23 tháng 8 năm 2018, sau khi phát sóng tập cuối của phần 2 bộ phim, đoàn làm phim đã ra mắt tập đặc biệt của bộ phim trên ứng dụng VTV Giải Trí. Tập đặc biệt này đề cập đến việc Phong và các thành viên trong Vũ Gia đã tha thứ cho Diệu và đưa Diệu ra nước ngoài chữa trị bệnh tâm thần, Nguyên An (Thủy) đã nhận lại cha mẹ thật của mình nhưng vẫn coi Phong và Diệu là bố mẹ. Phim cũng đề cập đến sự tha thứ của Bình với bà Lan và Đăng, Khôi và Ngọc đã được bà Lan đồng ý cho nhận con riêng.

## Diễn viên

### Diễn viên chính
- Mạnh Cường trong vai Ông Vũ Minh Quang
- Bùi Minh Phương trong vai Bà Lê Thị Mai
- Minh Vượng trong vai Bà Hến
- Hồng Diễm trong vai Nguyễn Ngọc Dung
- Mạnh Trường trong vai Vũ Hoàng Đăng
- Hồng Đăng trong vai Vũ Lê Phong
- Mỹ Uyên trong vai Bà Hoàng Thị Kim Lan
- Lan Phương trong vai Nguyễn Mai Diệu
- Huỳnh Anh trong vai Nguyên
- Hạ Anh trong vai Ngân
- Phạm Anh Tuấn trong vai Bình
- Lương Thanh trong vai Thủy (Nguyên An thật)
- Thùy Anh trong vai Tú (Nguyên An giả)
- Thanh Sơn trong vai Vũ Hoàng Khôi
- Thiện Tùng trong vai Hòa
- Kiều My trong vai Chi
- Đan Lê trong vai Ngọc
- Phan Thắng trong vai Trường
- Kiên Hoàng trong vai Huy
- Anh Thơ trong vai Út
- Đình Tú trong vai Lâm
- Thanh Quý trong vai Bà Hảo

### Diễn viên phụ
- Trọng Trinh trong vai Ông Chính
- Hoàng Lân trong vai Bà Chính
- Trần Đức trong vai Ông Hán
- Dương Đức Quang trong vai Ông Thành
- Chí Bách trong vai Nguyên (lúc nhỏ)
- Phương Lâm trong vai Bà Hán
- Nhật Quang trong vai Tùng
- Hương Giang trong vai Thư
- Thúy An trong vai Linh
- Hằng Nga trong vai Nga
- Bé Su trong vai Nguyên An (lúc nhỏ)
- Xuân Khôi trong vai Thật
- Trọng Lân trong vai Kiên
- Minh Nguyệt trong vai Bà Minh
- Trung Kiên trong vai Ông Phúc
- Thanh Hiền trong vai Mai (Y tá)
- Thu Hương trong vai Cô của Tú
- Hoàng Linh trong vai Bình (lúc nhỏ)
- Hồng Nhung trong vai Thủy (lúc nhỏ)
- Hà Anh trong vai Ngân (lúc nhỏ)
- Thiên Hà trong vai Chi (lúc nhỏ)

### Khách mời
- Hoàng Sơn trong vai Bác sĩ Nguyễn Tuấn Anh
- Thanh Hương trong vai Đan
- Thu Nga trong vai Thương
- Hà Hương trong vai Nguyệt
- Kiều Anh trong vai Nhung
- Việt Anh trong vai Phan Hải
- Hoàng Dũng trong vai Phan Quân
- Lê Văn Anh trong vai Vinh
- Vũ Diệu Thảo trong vai Thảo
- Trang Nhung trong vai Thúy
- Nguyễn Hoàng trong vai Nghĩa

Cùng một số diễn viên khác....

## Ca khúc trong phim
| Danh sách các bài nhạc phim (OST) | Danh sách các bài nhạc phim (OST) | Danh sách các bài nhạc phim (OST) | Danh sách các bài nhạc phim (OST) | Danh sách các bài nhạc phim (OST) |
| STT                               | Nhan đề                           | Sáng tác                          | Nghệ sĩ                           | Thời lượng                        |
| --------------------------------- | --------------------------------- | --------------------------------- | --------------------------------- | --------------------------------- |
| 1.                                | "Khi tình yêu bắt đầu"            | Lê Anh Dũng                       | Khánh Linh                        | 4:35                              |
| 2.                                | "Chờ yêu"                         | Võ Ngọc Khánh                     | Kim Thành                         | 4:01                              |
| 3.                                | "Cả một trời thương nhớ"          | Nguyễn Minh Cường                 | Hồ Ngọc Hà                        | 4:28                              |
| 4.                                | "Cả một đời yêu thương"           | Minh Vương M4U                    | Minh Vương M4U                    | 2:53                              |
| 5.                                | "Cứ yêu đi"                       | Hứa Kim Tuyền                     | Đức Phúc, Hòa Minzy               | 5:00                              |

## Đón nhận
So với bản gốc Cô dâu bạc triệu của Đài Loan, Cả một đời ân oán chủ yếu là câu chuyện vợ cả - vợ lẽ, con chung - con riêng nên nhân vật Dung của Hồng Diễm và Đăng của Mạnh Trường có phần mờ nhạt. Tuy vậy ở tập 34 Hồng Diễm đã tỏa sáng với cảnh đau khổ vì mất con. Các diễn viên khác như Phạm Anh Tuấn, Lê Hạ Anh không được khán giả đánh giá cao về mặt diễn xuất. Các diễn viên gạo cội như Mạnh Cường, Mỹ Uyên, Thanh Quý, Minh Vượng, Anh Thơ và một số diễn viên trẻ hơn như Lan Phương, Thanh Sơn và Đình Tú. Đều được đánh giá là có diễn xuất ổn.
Lượt tương tác trên mạng xã hội và độ phổ biến của bộ phim khá tốt. Luôn có nhiều bình luận và các lượt chia sẻ và cảm xúc đã được đưa về bộ phim sau khi đăng tải những bản preview (giới thiệu trước) tập mới. Fanpage chính thức của bộ phim cũng nhận được hơn 100 ngàn lượt thích.
Về kết phim, Cả một đời ân oán đã đón nhận những nhận xét không mấy thiện cảm. Có người xem cho rằng nội dung các tập trước bị kéo dài, lan man nhưng đến 2 tập cuối cùng thì các tình tiết được giải quyết nhanh gọn, chắp vá. Có thể nói, ngoại truyện đã cứu lấy Cả một đời ân oán và đã giải quyết nốt được một vài mâu thuẫn trong tập cuối.
So với các bộ phim khác ra mắt cùng thời điểm, Cả một đời ân oán là một bộ phim có sự ổn định nhất định về mặt nội dung cũng như chất lượng. Trong thời điểm phát sóng, rating của phần 1 luôn đứng đầu cả nước và phần 2 là thứ 2. Giá quảng cáo của phim cũng ở mức khá cao trên VTV với 160 triệu đồng thu về trên 30 giây mỗi spot quảng cáo.

## Giải thưởng
| Năm  | Giải thưởng  | Hạng mục                  | (Người) Đề cử | Kết quả   | Tham khảo |
| ---- | ------------ | ------------------------- | ------------- | --------- | --------- |
| 2018 | Ấn tượng VTV | Nam diễn viên Ấn tượng    | Hồng Đăng     | Đoạt giải | [ 4 ]     |
| 2018 | Ấn tượng VTV | Nữ diễn viên Ấn tượng     | Lan Phương    | Đoạt giải | [ 4 ]     |
| 2018 | Ấn tượng VTV | Phim truyền hình Ấn tượng | —             | Đoạt giải | [ 4 ]     |
| 2018 | Ấn tượng VTV | Diễn viên nữ Ấn tượng     | Hồng Diễm     | Đề cử     | [ 5 ]     |
| 2018 | Ấn tượng VTV | Diễn viên nam Ấn tượng    | Mạnh Trường   | Đề cử     | [ 5 ]     |

## Tạm ngừng phát sóng
Trong suốt thời gian phát sóng, bộ phim đã có một số lần phải tạm dừng phát sóng do trùng với thời điểm diễn ra các sự kiện đặc biệt và đã được phát sóng trở lại vào tuần tới. Cụ thể:
- Ngày 15/2/2018, do trùng với thời điểm hòa sóng VTV chào đón Tết Nguyên Đán xuân Mậu Tuất 2018.
- Ngày 21/3/2018, do trùng với lễ quốc tang Cố Thủ tướng Phan Văn Khải và trở lại vào ngày 22/3 cùng năm.[6]